# 濱山公園北口站
濱山公園北口站（日语：／ Hamayamakoen-Kitaguchi eki */?）是位於島根縣出雲市大社町入南，一畑電車大社線的車站。車站編號為25。

## 歷史
- 1930年（昭和5年）2月2日 - 鑓崎站（日语：／）啟用。
- 1977年（昭和52年）6月24日 - 車站改名為濱山公園北口站。
- 2006年（平成18年）4月1日 - 一畑電氣鐵道把鐵路業務分拆成為獨立的全資子公司一畑電車，此站由一畑電車繼承。

## 車站構造
車站是一座地面車站，設有1面1線的單式月台。前往大社方向的列車會開啟右邊車門。此站是無人車站。月台西邊設有出入口。

## 車站周邊
- 島根縣立濱山公園（日语：島根県立浜山公園）
- 出雲文化傳承館
- 島根酒廠（日语：島根ワイナリー）
- Espoir小松
- 島根縣立大社高等學校（日语：島根県立大社高等学校）

## 使用狀況
根據「島根縣統計書」，以下為近年一日平均乘車人次列表。
| 年度   | 1日平均 乘車人次 | 1日平均 上下車人次 |
| ------ | ---------------- | ------------------ |
| 1999年 | 94               | 160                |
| 2000年 | 73               | 147                |
| 2001年 | 72               | 152                |
| 2002年 | 12               | 39                 |
| 2003年 | 25               | 74                 |
| 2004年 | 100              | 218                |
| 2005年 | 94               | 184                |
| 2006年 | 77               | 155                |
| 2007年 | 87               | 182                |
| 2008年 | 101              | 207                |
| 2009年 | 99               | 208                |
| 2010年 | 88               | 185                |
| 2011年 | 76               | 157                |
| 2012年 | 78               | 162                |
| 2013年 | 86               | 180                |
| 2014年 | 91               | 190                |
| 2015年 | 94               | 192                |
| 2016年 | 99               | 201                |
| 2017年 | 111              | 219                |
| 2018年 | 106              | 212                |

## 相鄰車站
一畑電車
大社線
■特急（只有星期六、日班次）、■急行「出雲大社號」（只有星期六、日班次）
通過
■急行（平日只有下行班次）
川跡（5）→濱山公園北口（25）→出雲大社前（26）
■普通
遙堪（24）－濱山公園北口（25）－出雲大社前（26）

## 注腳
1. ↑  島根縣統計書

## 外部連結
- 25.濱山公園北口 | 停車站資訊 （页面存档备份，存于）（日語） - 一畑電車